# Бараса, Нериюс
Не́риюс Бараса́ (лит. Nerijus Barasa; род. 1 июня 1978, Мажейкяй) — литовский футболист, защитник.

## Карьера

### Клубная
Сыграл 5 матчей в Лиге чемпионов. Участвовал в Кубке УЕФА и Кубке Интертото.
14 января 2007 сыграл последний матч в шотландском чемпионате и завершил игровую карьеру.

### В сборной
7 июля 2001 года впервые сыграл за сборную Литвы.

## Пляжный футбол
После окончания игровой карьеры начал играть в пляжный футбол, входил в состав команды «Крылья Советов», с 2012 года в составе московского «Локомотива». Выиграл Кубок России 2010 года. В 2012 выиграл клубный чемпионат мира.

## Достижения
- Чемпион Литвы: 2000
- 3-е место в чемпионате Литвы: 1998/99
- Полуфиналист Кубка России: 2002/03
- Обладатель Кубка России по пляжному футболу: 2010
- Чемпион мира среди клубов по пляжному футболу: 2012

## Личная жизнь
Жена Яна и дочь Милана.
Окончив карьеру футболиста, Нериюс построил сеть мини-отелей Barasahouse и BarasaAquahouse в Самаре.